# The Ego Has Landed (Robbie Williams)
The Ego Has Landed is een album van Robbie Williams, uitgebracht in 1999. Het werd alleen uitgebracht in de VS.

## Nummers
1. "Lazy Days"
2. "Millennium"
3. "No Regrets"
4. "Strong"
5. "Angels"
6. "Win Some Lose Some"
7. "Let Me Entertain You"
8. "Jesus in a Camper Van"
9. "Old Before I Die"
10. "Killing Me"
11. "Man Machine"
12. "She's the One"
13. "Karma Killer"
14. "One Of God's Better People"